# 尼尔廷根条约

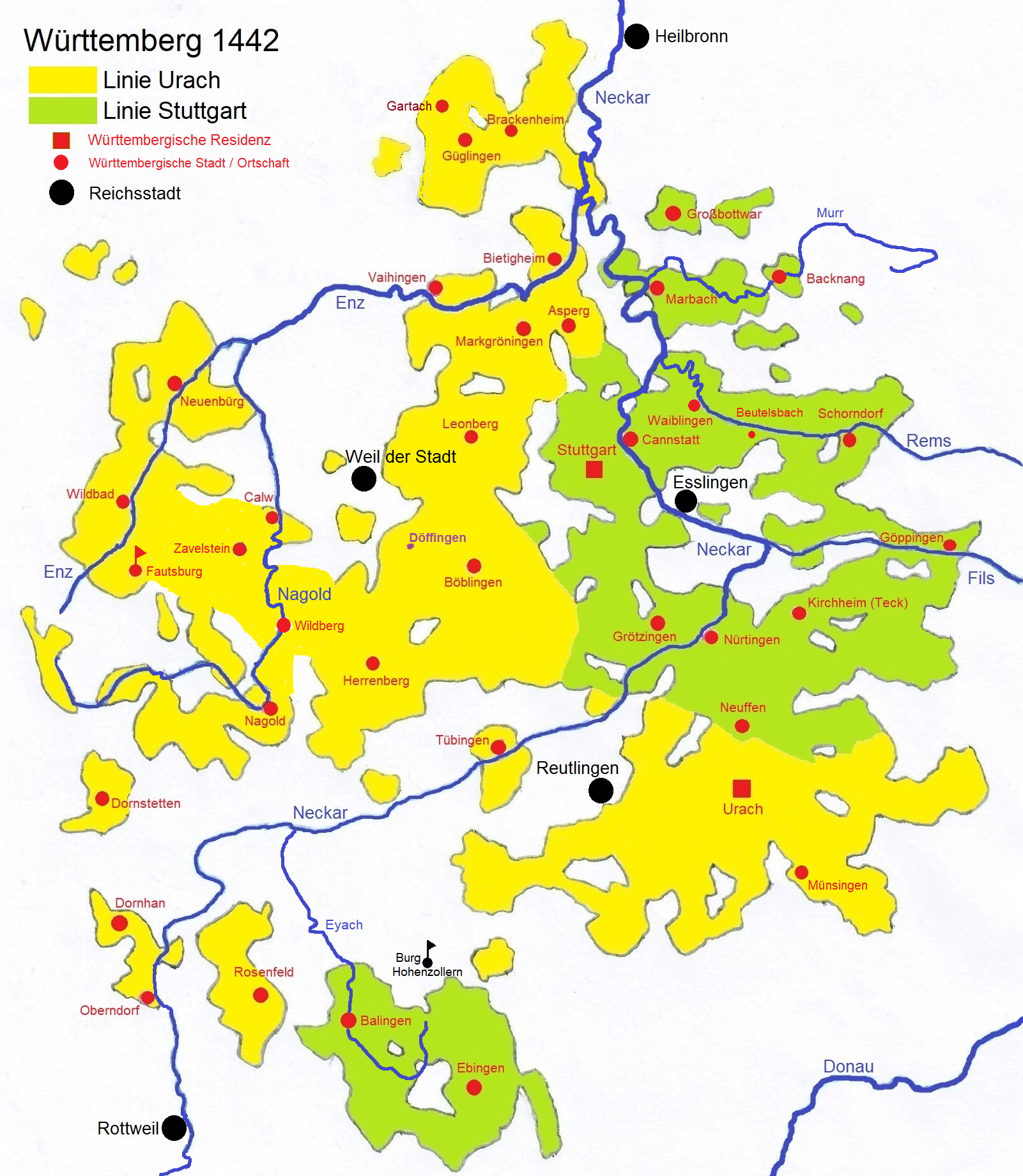
分割后的符腾堡伯国

尼尔廷根条约（德語：Nürtinger Vertrag）是德国历史上的一个条约，签订于1442年1月25日。该条约将符腾堡伯国分为两部分，路德维希一世分得乌拉赫部分，他的弟弟乌尔里希五世分得斯图加特部分。乌拉赫部分包括巴林根、卡尔夫、黑伦贝格、明辛根、图特林根和蒂宾根等城镇。斯图加特部分包括坎施塔特、格平根、马尔巴赫、诺伊芬、尼尔廷根、绍恩多夫、魏布林根等城镇。
此前，符腾堡伯国由兄弟两人共同统治。之后，两人相继结婚，故决定将伯国分割。最初，原定维持四年。后来经由该条约，伯国被永久分离，符腾堡家族也被分为两个不同的分支。1482年12月14日签订的明辛根条约将伯国重新统一。